# Миряк
Миряк  (азерб. Mirək) — село в административном округе Гаджилы в Джебраильском районе Азербайджана.

## Топоним
Населенный пункт основали семьи, переселившиеся из Южного Азербайджана. Среди местного населения название произносится как "Мирай". Возможно название происходит от слова "marakhnang", что в тюркских языках означает "наблюдательный пункт, засада".

## География
Село находится на равнинной территории.

## История
В годы Российской империи село входило в состав Джебраильского уезда Елизаветпольской губернии, а в советские годы —  в состав Джебраильского района Азербайджанской ССР.
В результате Первой карабахской войны в августе 1993 года село перешло под контроль непризнанной Нагорно-Карабахской Республики. 4 ноября 2020 года азербайджанская армия взяла контроль над селом Миряк.

## Экономика
До 1993 года основной отраслью хозяйства была животноводство.